# Alemania en los Juegos Olímpicos de Lake Placid 1932
Alemania estuvo representada en los Juegos Olímpicos de Lake Placid 1932 por un total de 20 deportistas que compitieron en 3 deportes.  
El portador de la bandera en la ceremonia de apertura fue el jugador de hockey sobre hielo Martin Schröttle.

## Medallistas
El equipo olímpico alemán obtuvo las siguientes medallas:
| Nombre                                                | Deporte            | Competición |
| ----------------------------------------------------- | ------------------ | ----------- |
| Oro                                                   |                    |             |
| —                                                     |                    |             |
| Plata                                                 |                    |             |
| —                                                     |                    |             |
| Bronce                                                |                    |             |
| Hanns Kilian Max Ludwig Hans Mehlhorn Sebastian Huber | Bobsleigh          | Cuádruple M |
| Equipo                                                | Hockey sobre hielo | Torneo M    |